# Museu de Topografia Prof. Laureano Ibrahim Chaffe
O Museu de Topografia Prof. Laureano Ibrahim Chaffe é um museu brasileiro, pertencente ao Departamento de Geodésia do Instituto de Geociências da UFRGS, localizado na cidade de Porto Alegre.

## Histórico
Por iniciativa do Prof. Iran Carlos Stalliviere Corrêa, professor do Departamento de Geodésia e professor da disciplina de Topografia, foi encaminhado ao referido Departamento a solicitação da criação do Museu de Topografia, a qual foi aprovada em reunião de 24 de maio de 1996, conforme Ata n° 234/1996, do Departamento de Geodésia da UFRGS, com o objetivo de contribuir para a formação da consciência social sobre os valores inestimáveis do nosso patrimônio técnico-científico.Com a aprovação da referida solicitação iniciou-se a recuperação e organização do acervo de topografia que se encontrava amontoado em um depósito.
Em 07  de janeiro de 2003, o Departamento de Geodésia do Instituto de Geociências da UFRGS, acolhe a proposta dos Profs. Iran Carlos Stalliviere Corrêa e Clóvis Carlos Carraro, para que o Museu de Topografia do Departamento seja denominado de Museu de Topografia “Professor Laureano Ibrahim Chaffe”, conforme consta na Ata da 327ª Reunião/2003.
No dia 28 de maio de 2003 o Conselho do Instituto de Geociências acolhe e aprova a proposta do Departamento de Geodésia em denominar o Museu de Topografia de “Museu de Topografia Professor Laureano Ibrahim Chaffe”, em reconhecimento aos inestimáveis serviços prestados pelo referido professor ao Departamento de Geodésia, ao Instituto de Geociências, a própria UFRGS e a comunidade acadêmica, em especial de Engenheiros Civis, que passou por suas mãos durante seus 28 anos de magistério.
Em 05 de setembro de 2003 o Museu de Topografia é re-inaugurado e recebe a denominação de “Museu de Topografia Professor Laureano Ibrahim Chaffe” em homenagem aquele que foi um dos grande professores de Topografia do Departamento de Geodésia.
Em 25 de junho de 2004 o plenário do Departamento de Geodésia aprovou por unanimidade o Regimento Interno do Museu de Topografia Prof. Laureano Ibrahim Chaffe e em 14 de outubro de 2004 o Conselho do Instituto de Geociências aprova, sem restrições, o Regimento proposto.
Este Museu não conta ainda com um espaço adequado e específico. Os equipamentos encontram-se depositados em armários-vitrine, expostos no corredor do Departamento de Geodésia, prédio 43136, do Instituto de Geociências da UFRGS, no Campus do Vale.

## Acervo

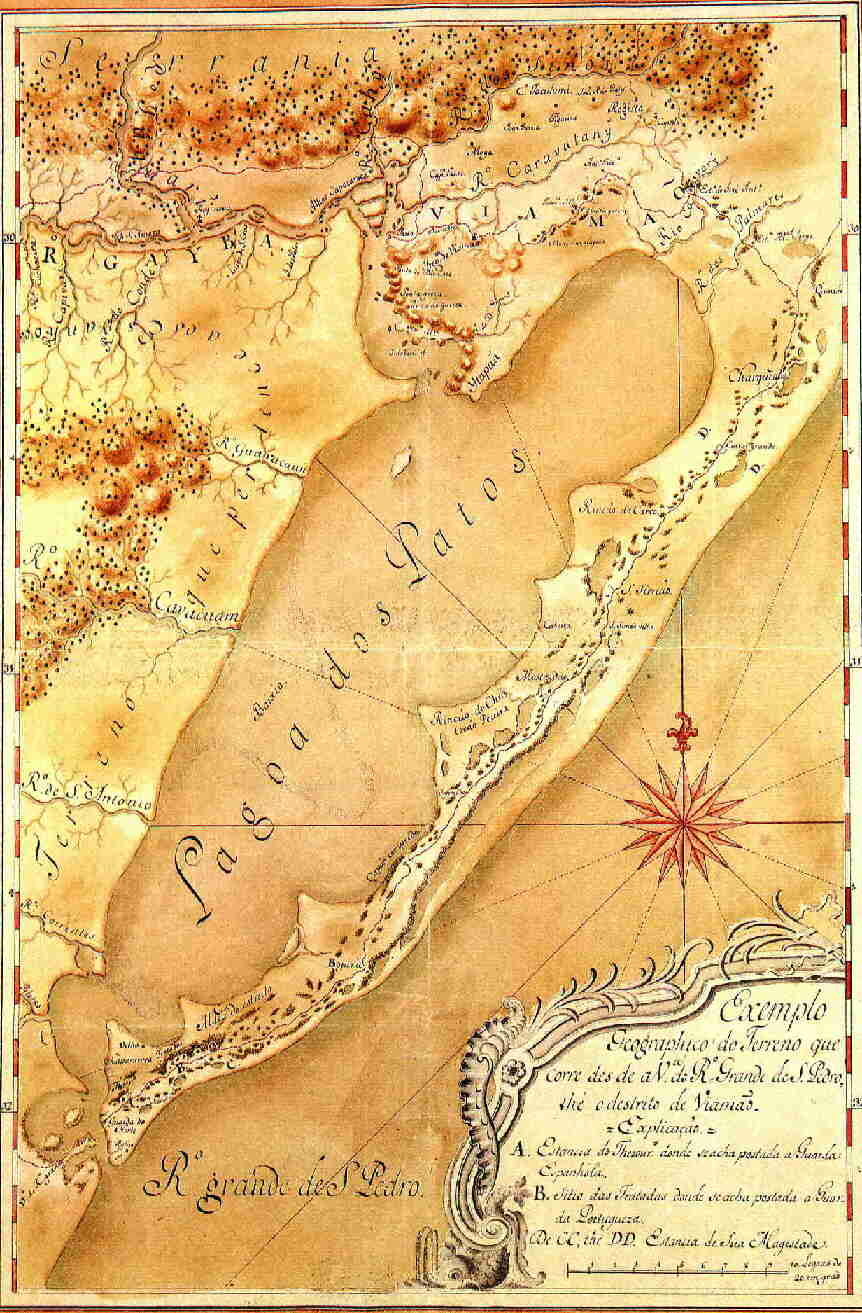
Documento presente no acervo do museu.

O acervo do museu é constituído de equipamentos de topografia, fotogrametria e de cartografia. Conta com mais de 300 peças expostas e de inúmeros mapas e plantas do século passado.
Com a criação da Escola de Engenharia em 10 de agosto de 1896, por ilustres Engenheiros Militares e Professores da Escola Militar de Porto Alegre, iniciou-se a aquisição de equipamentos para o desenvolvimento da disciplina de Topografia, onde a maioria deles encontram-se em exposição neste Museu.
A maior parte do acervo foi adquirida pelos professores Lélis Espartel e João Lüderitz, ambos professores catedráticos da então Escola de Engenharia da Universidade do Rio Grande do Sul (URGS).
Posteriormente, com a reforma Universitária implantada a partir de 1970, a disciplina de Topografia, que até então era disciplina vinculada a cada Faculdade ou Escola, passou a ser responsabilidade do então criado Instituto de Geociências. Esta disciplina e todos os equipamentos existentes nas Escolas e Faculdades da UFRGS, que a lecionavam anteriormente, ficou sob a responsabilidade do Departamento de Geodésia do Instituto de Geociências da UFRGS.
Hoje o Museu conta com um acervo constituído por numerosas e valiosas peças que ao longo dos séculos XIX e XX serviram para a execução da Topografia, Cartografia, Geodésia, Hidrografia e Fotogrametria. Este integra um rico patrimônio acumulado desde fins do século XIX, que certifica a evolução histórica dos aparelhos que tornaram possível o desenvolvimento das operações relacionadas com aquelas ciências no nosso país. É um Museu que podemos considerar temático no âmbito dos instrumentos de medição da Terra, o que o torna certamente único no gênero em Porto Alegre-RS, sobretudo pela raridade de algumas das suas peças.